# Bom Sucesso (Paraná)
Bom Sucesso is een gemeente in de Braziliaanse deelstaat Paraná. De gemeente telt 6.676 inwoners (schatting 2009).

## Aangrenzende gemeenten
De gemeente grenst aan Itambé, Jandaia do Sul, Mandaguari, Marialva, Marumbi en São Pedro do Ivaí.